# Ostrov (Trnava)
Ostrov é um município da Eslováquia, situado no distrito de Piešťany, na região de Trnava. Possui uma área de 9,35 km² e uma população de aproximadamente 1.204 habitantes em 2021.

### História
Ostrov foi mencionado pela primeira vez em registros históricos no ano de 1431. Durante o período medieval, a vila desempenhou um papel importante na rota comercial entre as regiões de Trnava e Piešťany. Ao longo dos séculos, Ostrov manteve sua essência agrícola, embora tenha se modernizado gradualmente no século XX.

### Geografia
O município está localizado a uma altitude de 163 metros acima do nível do mar, cobrindo uma área de 9,35 km². Ostrov é caracterizado por terrenos planos e férteis, ideais para a agricultura, e pelo rio Váh, que é essencial para o abastecimento de água e irrigação na região.

### Cultura e Infraestrutura
Ostrov abriga uma torre de sino histórica, construída no século XVII, e uma igreja dedicada a São Martinho, considerada um marco religioso local. A vila também oferece uma escola primária, um pequeno centro de saúde e uma biblioteca pública. O município é conectado por rodovias que o ligam às cidades vizinhas de Piešťany e Trnava, além de contar com transporte público eficiente.

## Demografia
| Ano:        | 1994 | 2004   | 2014   | 2024   |
| ----------- | ---- | ------ | ------ | ------ |
| Broj ljudi: | 1165 | 1154   | 1236   | 1210   |
| Razlika:    |      | -0,94% | +7,10% | -2,10% |

| Ano:               | 2023 | 2024   |
| ------------------ | ---- | ------ |
| Número de pessoas: | 1221 | 1210   |
| Diferença:         |      | -0,90% |